# Pterocephalidium diandrum
Pterocephalidium diandrum é uma espécie de planta com flor pertencente à família Dipsacaceae.
A autoridade científica da espécie é (Lag.) G.López, tendo sido publicada em Anales del Jardín Botánico de Madrid 43: 251. 1987[1987].

## Portugal
Trata-se de uma espécie presente no território português, nomeadamente em Portugal Continental.
Em termos de naturalidade é endémica da Península Ibérica.

## Protecção
Não se encontra protegida por legislação portuguesa ou da Comunidade Europeia.